# Semidalis rectangula
Semidalis rectangula är en insektsart som beskrevs av C.-k. Yang och Z.-q. Liu 1994. Semidalis rectangula ingår i släktet Semidalis och familjen vaxsländor. Inga underarter finns listade i Catalogue of Life.